# Shepherd
Shepherd es una villa ubicada en el condado de Isabella en el estado estadounidense de Míchigan. En el Censo de 2010 tenía una población de 1515 habitantes y una densidad poblacional de 604,28 personas por km².

## Geografía
Shepherd se encuentra ubicada en las coordenadas 43°31′25″N 84°41′34″O / 43.52361, -84.69278. Según la Oficina del Censo de los Estados Unidos, Shepherd tiene una superficie total de 2.51 km², de la cual 2.51 km² corresponden a tierra firme y (0%) 0 km² es agua.

## Demografía
Según el censo de 2010, había 1515 personas residiendo en Shepherd. La densidad de población era de 604,28 hab./km². De los 1515 habitantes, Shepherd estaba compuesto por el 94.19% blancos, el 0.46% eran afroamericanos, el 1.32% eran amerindios, el 0.33% eran asiáticos, el 0% eran isleños del Pacífico, el 0.92% eran de otras razas y el 2.77% pertenecían a dos o más razas. Del total de la población el 3.23% eran hispanos o latinos de cualquier raza.